# 康保県
康保県（こうほ-けん）は中華人民共和国河北省張家口市に位置する県。

## 歴史
1923年（民国12年）に設置された康保設治局を前身とする。1925年に康保県に改編された。1958年に廃止となり張北県に統合されたが、1961年に再設置され現在に至る。

## 行政区画
- 鎮:康保鎮、張紀鎮、土城子鎮、鄧油坊鎮、李家地鎮、照陽河鎮、屯墾鎮
- 郷:閻油坊郷、丹清河郷、哈咇嘎郷、二号卜郷、芦家営郷、忠義郷、処長地郷、満徳堂郷